# 리가 드 일리트
리가 드 일리트(포르투갈어: Liga de Elite)는 1973년에 창설된 마카오의 프로 축구 1부 리그이며 현재 10개의 팀이 존재한다. 홍콩 1부 리그와 같이 중국 본토의 중국 슈퍼리그와는 별개의 리그로 남아있다. 2016년까지는 마카오 1부 축구 리그(중국어: 澳門甲組足球聯賽, 포르투갈어: Campeonato da 1ª Divisão do Futebol)라는 이름을 사용했다.

## 2019 시즌 참가 팀
- SL 벤피카 드 마카오
- 쳉 풍
- 차오 팍 케이
- 디벨로프먼트
- 항 사이
- 윈저 아크 카 이
- 몬테카를로
- 폴리시아
- 스포르팅 드 마카오
- 팀 이엑

## 역대 우승 클럽
역대 우승 클럽은 다음과 같다
| - 1973: 폴리시아 드 세구란사 푸블리카 - 1974-84: 미상 - 1985: 와 셍 - 1986: 합 콴 - 1987: 합 콴 - 1988: 와 셍 - 1989: 합 콴 - 1990: 합 콴 - 1991: 스포르팅 클루브 드 마카오 - 1992: GD 람 팍 - 1993: 렝 응안 - 1994: GD 람 팍 - 1995: GD 아틸레이루스 - 1996: GD 아틸레이루스 - 1997: GD 람 팍 - 1998: GD 람 팍 - 1999: GD 람 팍 - 2000: 폴리시아 드 세구란사 푸블리카 - 2001: GD 람 팍 | - 2002: CD 몬테카를로 - 2003: CD 몬테카를로 - 2004: CD 몬테카를로 - 2005: 폴리시아 드 세구란사 푸블리카 - 2006: GD 람 팍 - 2007: GD 람 팍 - 2008: CD 몬테카를로 - 2009: GD 람 팍 - 2010: 윈저 아크 카 이 - 2011: 윈저 아크 카 이 - 2012: 윈저 아크 카 이 - 2013: CD 몬테카를로 - 2014: SL 벤피카 드 마카오 - 2015: SL 벤피카 드 마카오 - 2016: SL 벤피카 드 마카오 - 2017: SL 벤피카 드 마카오 - 2018: SL 벤피카 드 마카오 - 2019: 차오 팍 케이 - 2020: SL 벤피카 드 마카오 |  |

## 구단별 우승 횟수
| 구단                | 우승 횟수 | 우승 시즌                                            |
| GD 람 팍            | 9         | 1992, 1994, 1997, 1998, 1999, 2001, 2006, 2007, 2009 |
| SL 벤피카 드 마카오 | 6         | 2014, 2015, 2016, 2017, 2018, 2020                   |
| CD 몬테카를로       | 5         | 2002, 2003, 2004, 2008, 2013                         |
| 합 콴               | 4         | 1986, 1987, 1989, 1990                               |
| 폴리시아            | 3         | 1973, 2000, 2005                                     |
| 윈저 아크 카 이     | 3         | 2010, 2011, 2012                                     |
| 와 셍               | 2         | 1984, 1988                                           |
| GD 아틸레이루스     | 2         | 1995, 1996                                           |
| 스포르팅 드 마카오  | 1         | 1991                                                 |
| 렝 응안             | 1         | 1993                                                 |
| 차오 팍 케이        | 1         | 2019                                                 |